# كاليثي (بيريا)
كاليثي (Καλλιθέα) هي مدينة في بيريا في مقاطعة فوريا إلادا في اليونان.
يبلغ عدد سكانها حوالي 3,139 نسمة.